# 大蘇ダム
大蘇ダム（おおそダム）は、熊本県阿蘇郡産山村の大野川水系大蘇川に建設されたダムである。

## 概要
旧来、水不足に悩まされてきた大分県・熊本県県境付近の農地に農業用水を供給することを目的として1979年（昭和54年）に本体工事に着工。
受益計画面積は計2,158ヘクタールで、うち、大分県竹田市が1,631ヘクタール、熊本県阿蘇市及び産山村が527ヘクタール。

## 沿革
当初は1987年（昭和55年）に完成する予定であったが、建設地の地盤の問題などから2度の計画変更を余儀なくされた。
2006年（平成18年）にも給水を開始する計画であったが、2005年3月に堤体が完成して試験湛水を行なったところ貯水池の土壌に当初の予測をはるかに上回る浸水が確認され、計画は延期された。2008年8月と2009年4月に試験的な給水を行ない、2009年度からは、供給能力は計画の半分程度にとどまるものの、一部で農業用水の利用が開始された。農林水産省は、2010年度から斜面の一部（約3万m2）で試験的にコンクリートを吹き付ける漏水対策を行い、2013年度から本格的に漏水対策工事を実施した。
1986年の供用開始予定から34年遅れて、2020年4月に供用を開始した。しかし、相次ぐ計画変更や補修工事の結果、総事業費は当初の130億円から720億6千万円へと大幅に増加した。さらに、供用開始後にも、想定の7倍を超える浸透量の漏水が発生している
。